# Rally Playa de Aro de 1988
El Rally Playa de Aro de 1988, oficialmente 2.º Rallye Platja d'Aro fue la segunda edición y la tercera ronda de la temporada 1988 del Campeonato de España de Rally. Se celebró del 9 al 10 de abril y contó con un itinerario de quince tramos que sumaban un total de 249,30 km cronometrados.
Carlos Sainz que lideraba el certamen con un segundo puesto en el Cataluña y una victoria en el Sierra Morena participó en Gerona enfermo, pero pudo imponerse con su Ford Sierra ante el Lancia Delta HF 4WD de Servià por más de dos minutos. Josep Bassas que terminaría ese año subcampeón completó el podio con su BMW M3. Sainz no celebró la victoria debido a un accidente mortal donde falleció el piloto José María Hernández Pedroche que participaba con un Renault 5 Gt Turbo.
La prueba empezó ya con problemas. El primer tramo donde Puras marcó el mejor tiempo fue anulado posteriormente ya que el trazado no se correspondía con el que los pilotos tenían en el road book. A esto se le sumó la presencia de la lluvia de manera ocasional que dejó la pista resbaladiza y complicó la elección de los neumáticos. La primera etapa fue dominaba por Carlos Sainz que a pesar de correr con 38° de fiebre y medicado terminó el día con una ventaja de más de un minuto sobre Salvador Serviá que en el segundo tramo pinchó una rueda y luego se equivocó con la elección de pneumáticos en la segunda pasada por Els Angels. Ambos incidentes le hicieron perder casi un minuto. Peor suerte corrió Josep Bassas que primero sufrió degradación en sus neumáticos cediendo treinta segundos en el tramo de Santa Palaia y luego dañó una llanta tras un golpe en el tramo de Ossor perdiendo otro minuto y medio. A pesar de ello logró terminar la primera etapa cuarto por detrás de Beny Fernández que lideraba además el grupo N.
En el antepenúltimo tramo, la especial de Ossor y a tres kilómetros de la salida el vehículo de Hernández Pedroche se salió de la carretera, golpeó contra un árbol y dio varias vueltas de campana. El piloto falleció al momento tras fracturarse las vértebras cervicales mientras que su copiloto Juan Carlos Castellano fue trasladado al hospital de Gerona donde se le diagnosticó fractura de apófisis deontológica aunque su vida no corrió peligro. Mercedes Rueda, la mujer de Pedroche, se enteró de la noticia en la base de la prueba ya que había acudido para participar. En cuanto al resto de participantes Sainz se limitó a administrar su ventaja y sumó su segunda victoria del año. Salvador Servià fue segundo y tercero Josep Bassas que sufrió una pequeña salida de pista pero logró dar alcance a Beny Fernández y subir al podio. Jesús Puras fue quinto y primero en el grupo N, resultado que le valía para situarse segundo en el campeonato.

## Clasificación final
| Pos. | Piloto               | Copiloto            | Automóvil               | Tiempo  | Diferencia |
| ---- | -------------------- | ------------------- | ----------------------- | ------- | ---------- |
| 1.   | Carlos Sainz         | Luis Rodríguez Moya | Ford Sierra RS Cosworth | 2:48:52 | 0.0        |
| 2.   | Salvador Servià      | Jordi Sabater       | Lancia Delta HF 4WD     | 2:50:58 | +2:06      |
| 3.   | Josep Bassas         | Antonio Rodríguez   | BMW M3 E30              | 2:51:43 | +2:51      |
| 4.   | Beny Fernández       | José Luis Sala      | Opel Kadett GSI         | 2:54:01 | +5:09      |
| 5.   | Chus Puras           | Tomás Aguado        | Ford Sierra RS Cosworth | 2:55:47 | +6:55      |
| 6.   | Josep Maria Bardolet | Pilar Compte        | Citroën Visa GTi        | 3:01:37 | +12:45     |
| 7.   | Enric Xargay         | Josep Xargay        | Renault 5 GT Turbo      | 3:02:09 | +13:17     |
| 8.   | Germán Castrillón    | Estrella Castrillón | Renault 5 GT Turbo      | 3:06:27 | +17:35     |
| 9.   | Evangelino Otero     | Ventura Giménez     | Renault 5 GT Turbo      | 3:06:53 | +18:01     |
| 10.  | Jesús Sáiz           | Javier Robledano    | Peugeot 205 GTI 1.9     | 3:07:04 | +18:12     |